# اوپولچنسکو
اوپولچنسکو (به بلغاری: Opulchensko) یک منطقهٔ مسکونی در بلغارستان است که در شهرستان کاردژالی واقع شده‌است.